# Правило Аллена
Правило Аллена — еколого-морфологічний закон, відкритий та обґрунтований Джоелем Асафом Алленом у 1877 році. Згідно із цим правилом у теплокровних тварин ті частини тіла, що виступають, у холодному кліматі є коротшими, аніж в аналогічних видів у теплому. Завдяки цьому тварини, що мешкають у холодних природних умовах, набувають меншої питомої поверхні тіла і, як наслідок, менше втрачають тепла.
Прикладом спрацьовування правила Аллена можуть бути представники родини псових (Canidae) з різних регіонів. Так, найменші (відносно довжини тіла) вуха та ніс у цій родині спостерігають у блакитного песця (Alopex lagopus), що мешкає в Арктиці, а найбільші — у лисиці фенека (Vulpes zerda), що мешкає в пустелях Північної Африки (в основному в Сахарі).
Правило Аллена також виконується в людській популяції: найкоротші (відносно розмірів тіла) руки, ноги та ніс притаманні аборигенам Ґренландії, а найдовші руки та ноги — народу Масаї, що розселений, в основному, в Кенії та північній Танзанії.
Частково правило Аллена справедливе і для вищих рослин.

## Приклади виконання правила Аллена

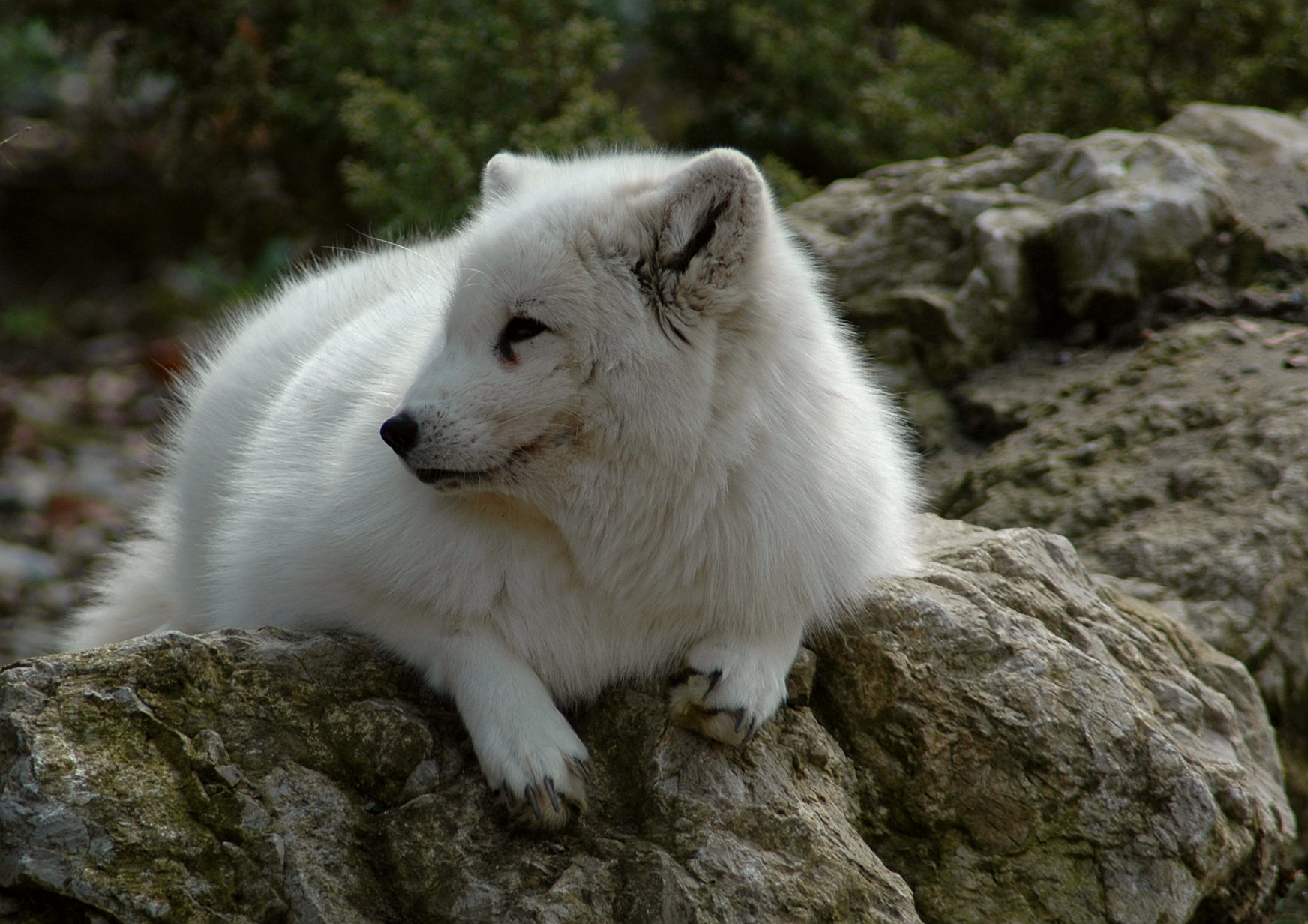
Песець (арктичний вид)
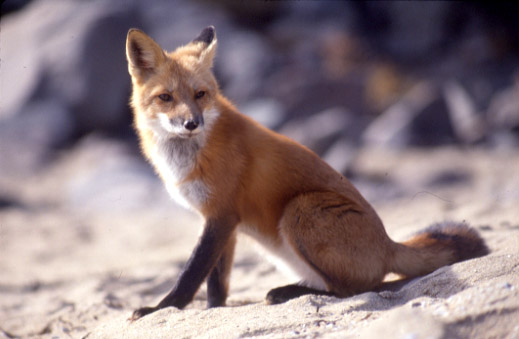
Лисиця руда (вид зони помірного клімату)
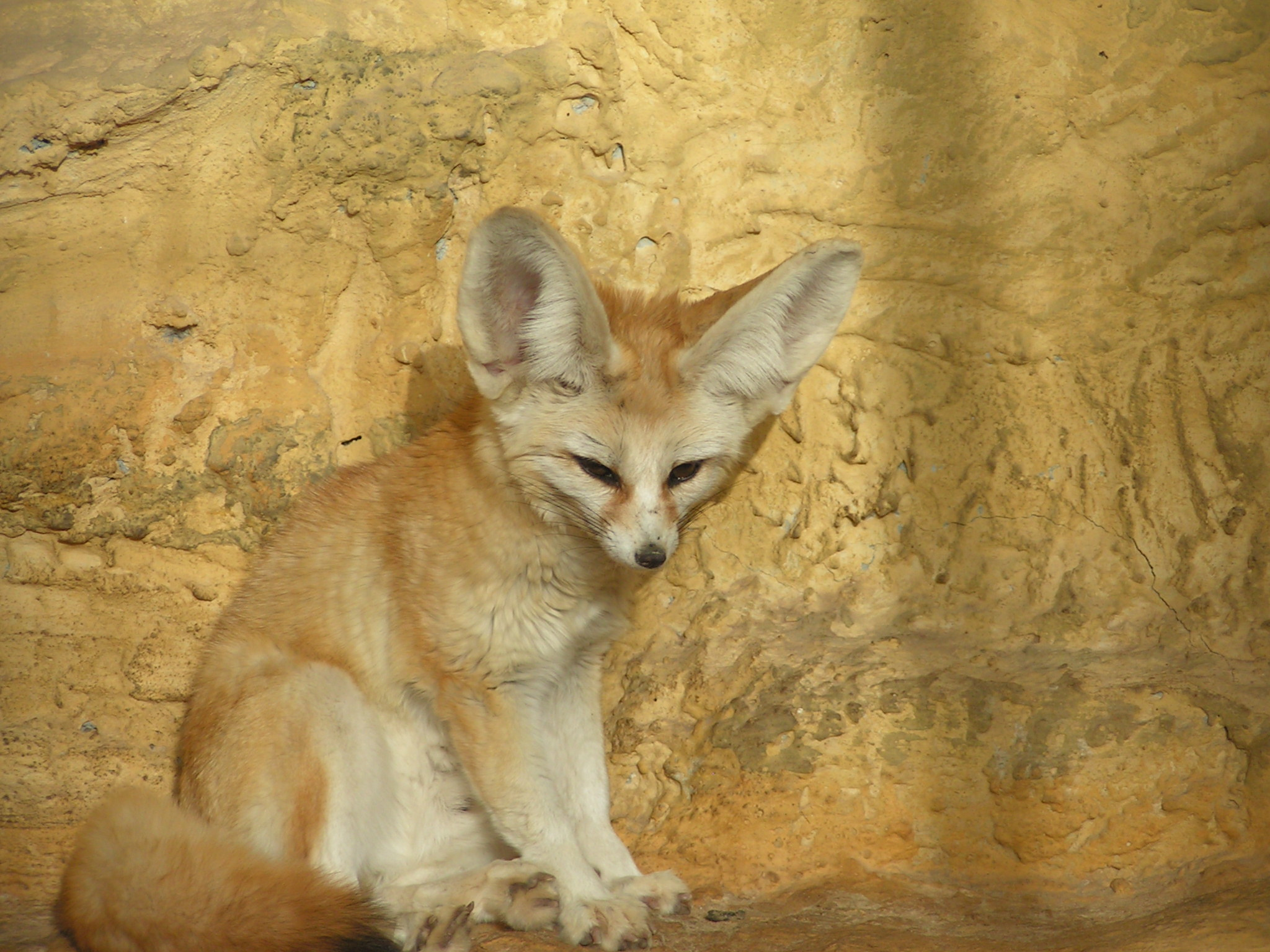
Фенек (пустельний вид)